# Державний музей етнології (Лейден)
Держа́вний музе́й етноло́гії (нід. Rijksmuseum Volkenkunde) — етнологічний музей, розташований у голландському місті Лейден. Разом з Музеєм Африки у місті Берг-ен-Дал та Тропенмузеумом в Амстердамі є частиною Національного музею світової культури.

## Історія
Музей був створений шляхом об'єднання двох колекцій етнографічних раритетів: так званого Королівського зібрання рідкостей та японської колекції (лат. Museum Japonicum) Філіпа Франца фон Зібольда.
Королівське зібрання рідкостей було сформоване в Гаазі у 1816 році королем Віллемом I, на базі раритетів, вивезених спеціальною експедицією з Китаю, власної королівської колекції та великої кількості китайських артефактів з приватних колекцій.
У 1826 році Зібрання купує велику колекцію японських побутових речей, зокрема, порцелянового посуду у головного торговця (нід. Opperhoofd) Голландської Ост-Індійської Компанії Яна Кока Бломхоффа, який у 1817–1823 роках проживав у голландській факторії Дедзіма — єдиній іноземній колонії в тогочасній Японії. У 1832 році Королівське зібрання поповнюється багатою колекцією японських картин, гравюр, сувоїв, побутових речей ще одного працівника Ост-Індійської компанії, Йоханна Герхарда Фредеріка ван Овермеєра.
На початку 1830-х років до Нідерландів приїздить німецький вчений Філіп Франц Бальтазар фон Зібольд, який тікає з революційної Бельгії до відносно спокійних Нідерландів та оселяється в Лейдені. Із собою він привозить багату колекцію японських раритетів, яку зібрав протягом свого перебування в Японії у 1823–1826 роках. У 1831 році Зібольд відкрив свою колекцію для публіки; був створений так званий Museum Japonicum, перша музейна установа в Європі, де на загальний огляд були представлені етнографічні раритети.
У 1837 році колекція Зібольда та колекції Королівського зібрання об'єднуються в один Етнографічний музей, який згодом стає прикладом для інших європейських етнографічних музеїв.
У другій половині XIX–XX століттях музейні колекції значно збагатилися раритетами з майже усіх куточків світу (окрім Європи) — Африки, Північної, Центральної та Південної Америк, Азії, Гренландії, Індонезії, Нової Гвінеї, Тибету та Сибіру.
У 1883 році Королівське зібрання рідкостей закрилося, а його колекції були розповсюджені по різних музеях. Етнографічна колекція повністю переїхала до Лейдена.
1 квітня 2014 року був заснований Національний музей світової культури, до якого увійшли Державний музей етнології та ще два музеї з інших міст Нідерландів.

## Експозиція та інфраструктура музею

Лейденська табличка

На початку XXI століття у зібранні музею налічується близько 240 000 експонатів та 500 000 аудіовізуальних джерел. Особлива увага в експозиціях привертається до історичного розвитку тієї чи іншої культури. Багато експонатів є дуже давніми, як, наприклад, 1300-річна статуя Будди.
Постійні експозиції музею розташовані на перших двох поверхах музею.
На першому поверсі розташовані зали, присвячені Африці, Азії та Індонезії. Африканська колекція є найбільшою та найстарішою в Нідерландах, більша її частину було зібрано у XIX столітті. Вона включає близько 30 000 експонатів, з яких 50 % походять із Західної Африки (зокрема, культура догонів), 30 % — з Центральної Африки, 10 % — з Південної Африки та ще 10 % — з інших регіонів Африки.
Азійська колекція представлена експонатами з усіх регіонів: південної та південно-східної Азії (близько 8 000 експонатів), Близького Сходу, Центральної та Західної Азії (також близько 8 000 експонатів). Серед них: індійські мініатюри, ритуальні об'єкти, зброя, ювелірні вироби, скульптури. Цікавинками колекції є зібрання раритетів з Мекки і Джидди, центрів мусульманського паломництва, іранські раритети XIX століття та рідкості, придбані на численних базарах Афганістану у 1970-х роках. Також є невелике, але цікаве зібрання експонатів з регіону Гандхара (область на сучасному кордоні між Афганістаном і Пакистаном).
Індонезія, яка колись була колонією Нідерландів, представлена більш ніж 55 000 об'єктів з майже усіх островів архіпелагу. Колекція включає тканини, розписані в техніці батик, золоті ювелірні прикраси, кинджали-кріси, давні скульптури, ритуальні об'єкти. В залі Індонезії також представлені експонати з Філіппін.
На другому поверсі музею в одному крилі розташовані зали Америк, в іншому — Японії, Кореї, Китаю та Океанії. Також біля сходової клітини розташований невеликий Зал Будди, де містяться великі японські статуї Будди — неофіційний символ музею та одна з його «перлин».
Зібрання з Гренландії та полярних регіонів включає близько 4 000 експонатів XVII—XX століть, серед яких одяг, зброя, прикраси, побутові речі, каяки аборигенів.
Колекція Центральної та Південної Америк включає близько 24 000 експонатів, серед яких речі з Суринаму, колишньої нідерландської колонії, предмети для центрально-американської гри в м'яч, одяг і посуд доколоніальної епохи з Андів. Перлиною колекції є так звана Лейденська табличка з культури майя, зображена на гватемальській банкноті.
Зібрання предметів північно-американської індіанської культури включає в себе одяг, прикраси, посуд індіанців, зокрема, головний убір індіанського воїна та кераміка індіанців пуебло.
В залі Японії та Кореї представлені близько 35 тисяч експонатів, які демонструють життя цих країн — зброя, порцеляновий посуд, побутові речі, одяг. Колекції з Рюкю та культури айнів є одними з найстаріших та найбагатших в Європі.
Китайську колекцію складають близько 12 000 експонатів різного походження. Одним з найважливіших є так звана Гора Безсмертних, єдина в Європі — конструкція, яка зображує фігурки будд і бодхісатв китайського пантеону.
Зал Океанії містить ритуальні та побутові речі народів цього регіону. Більша частина колекції була зібрана близько 1900-х років у західній частині Нової Гвінеї (індонезійська провінція Іріан-Джая), іншим цікавим зібранням є колекція ритуального одягу переважно з островів Фіджі.
На базі музею влаштовуються численні виставки та заходи, що популяризують східну культуру. Діє дослідницький центр матеріальної культури.
Також в приміщенні музею діють книжковий та сувенірний магазин, кафе, бібліотека.

### Експонати музею

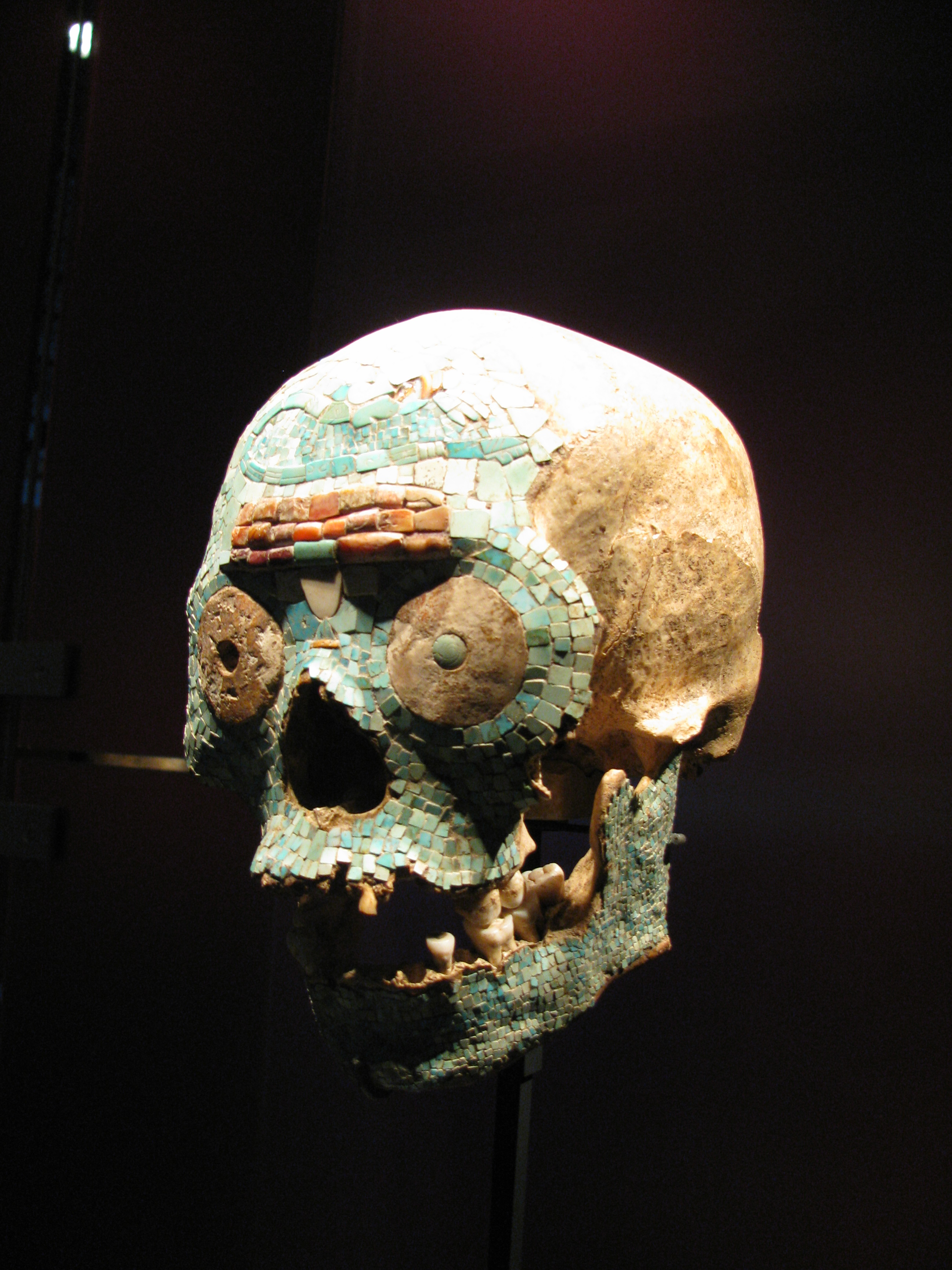
Череп з мозаїкою (культура інків)
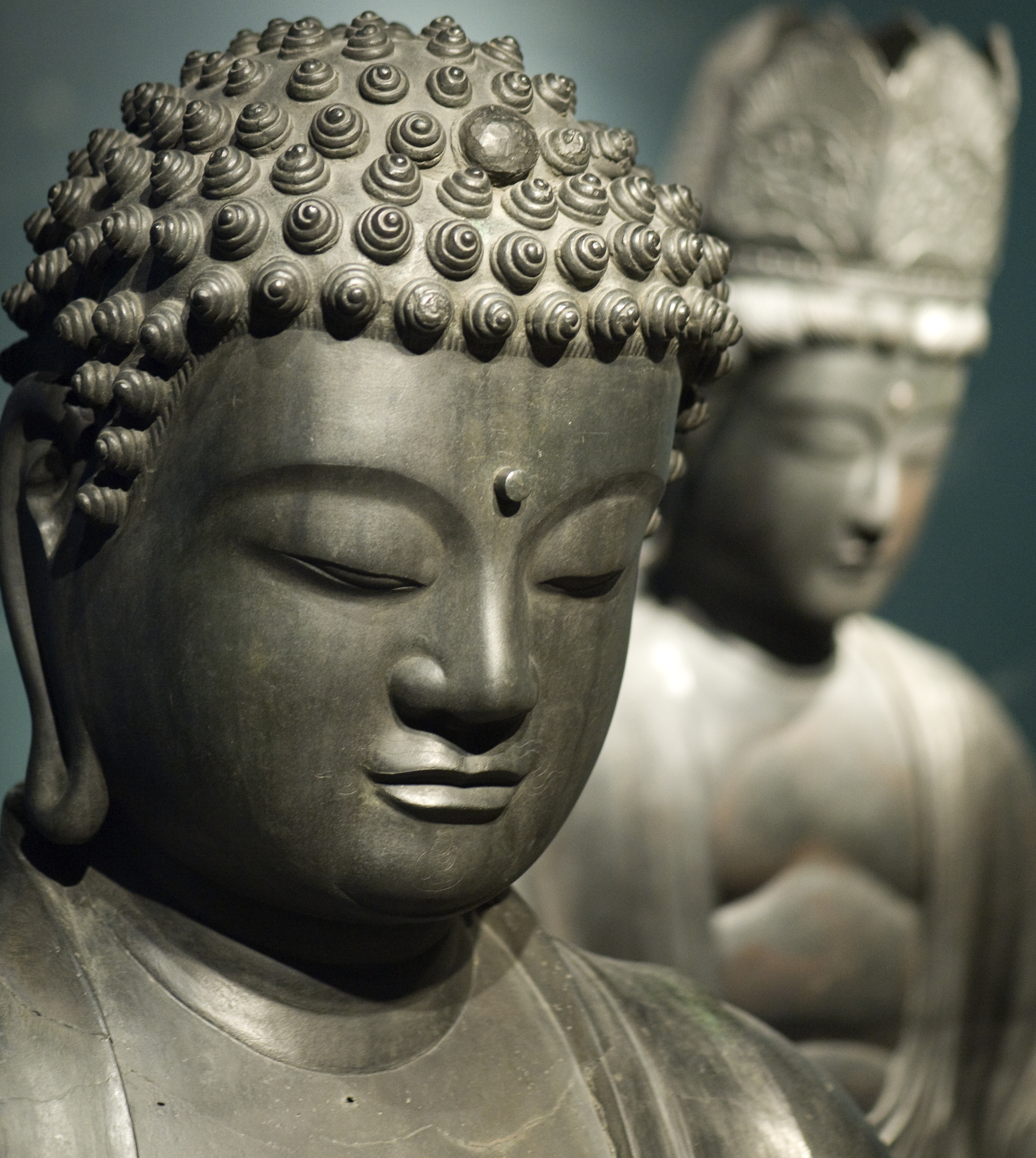
Статуї Будди
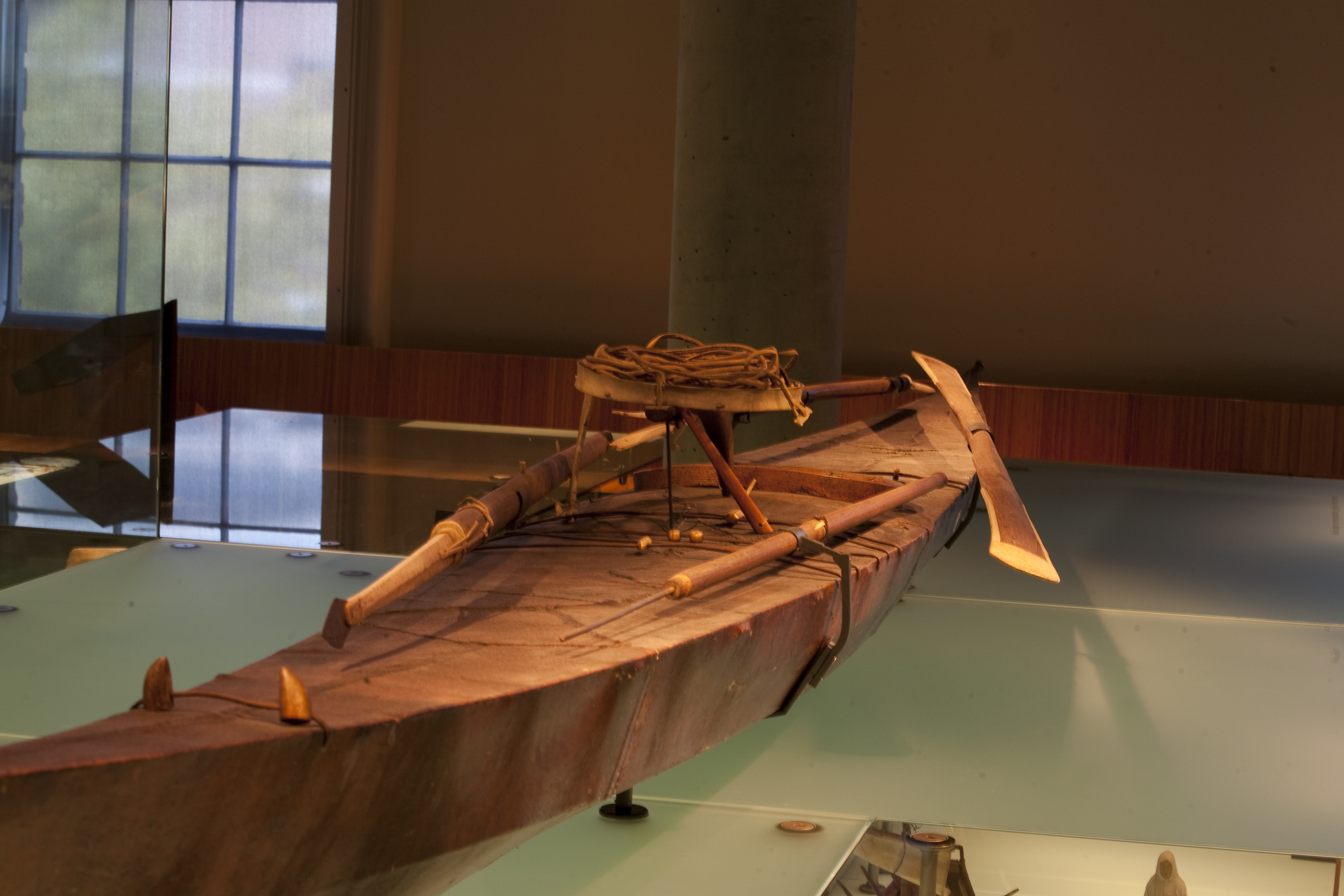
Каяк
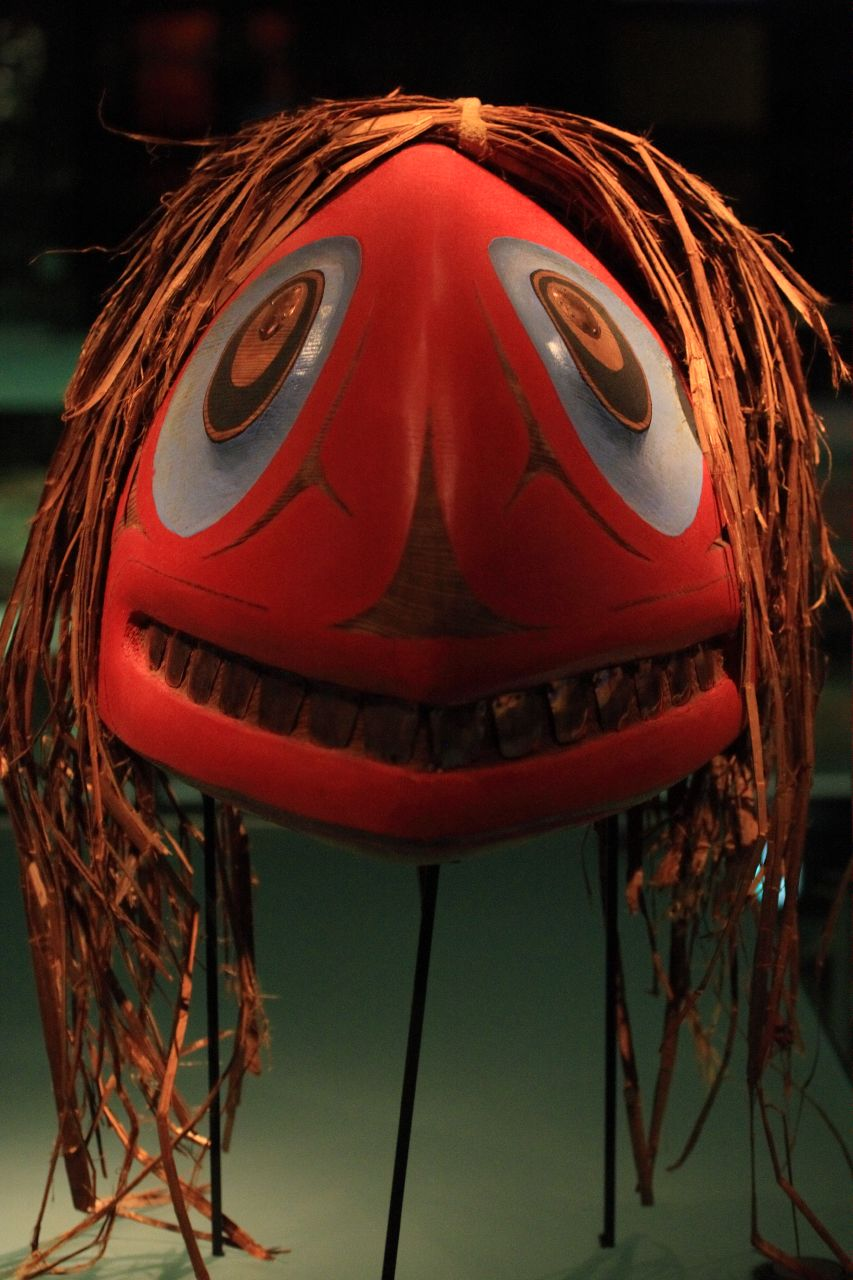
Маска лосося (Індонезія)
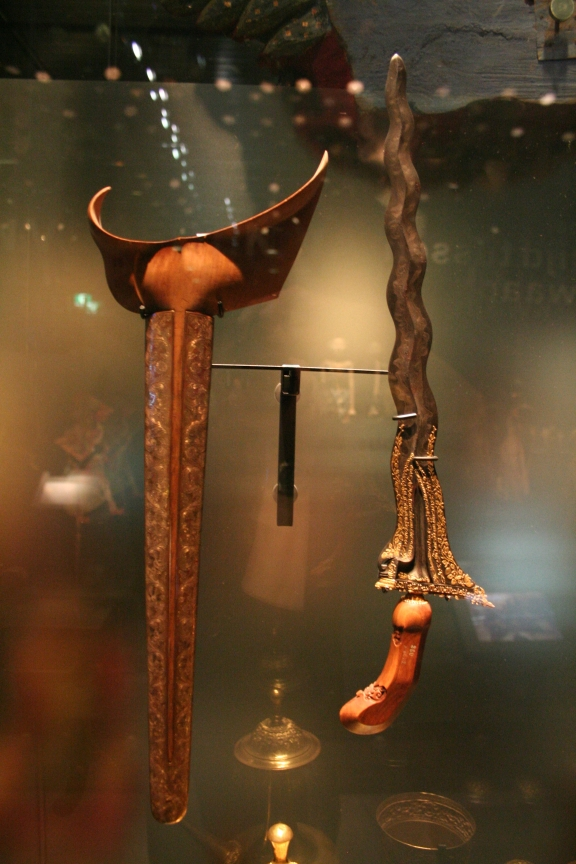
Кріс
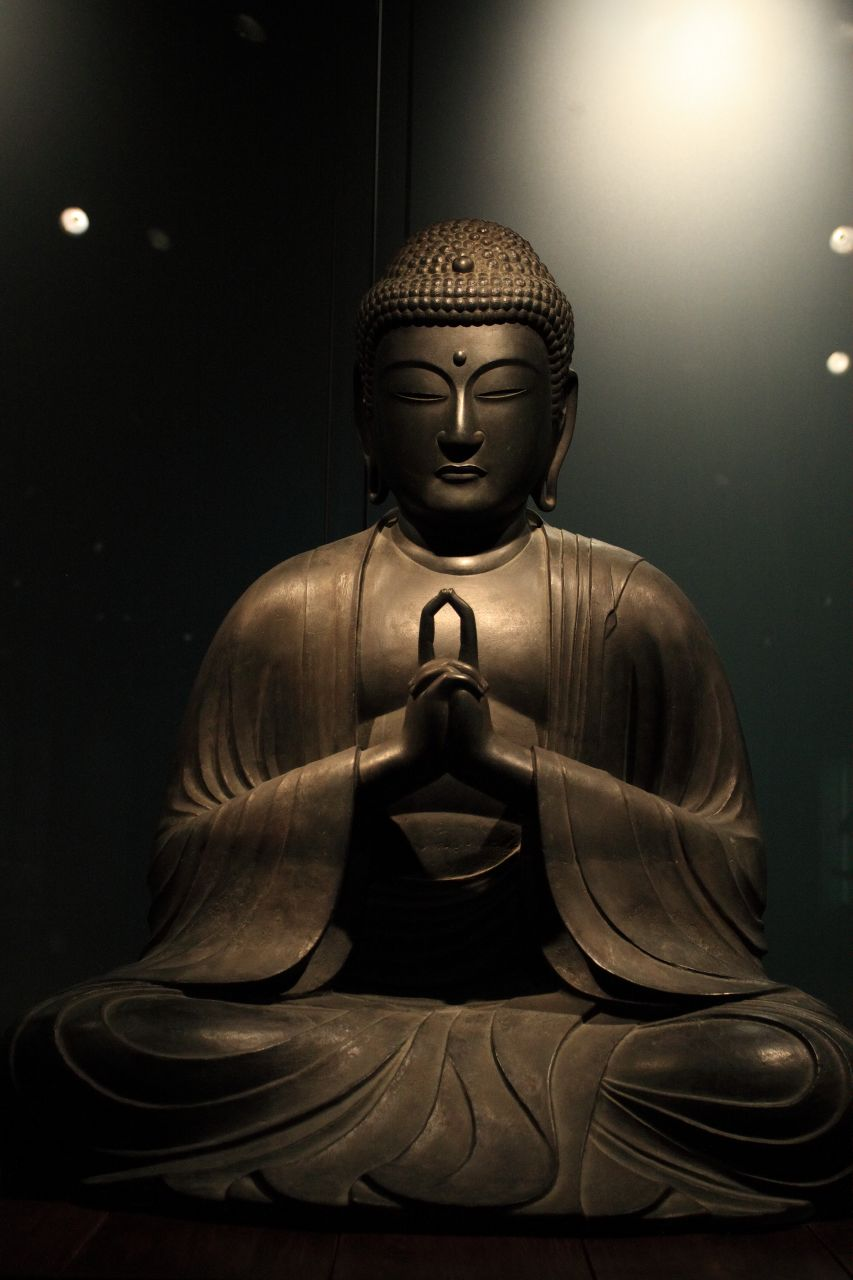
Статуя Будди
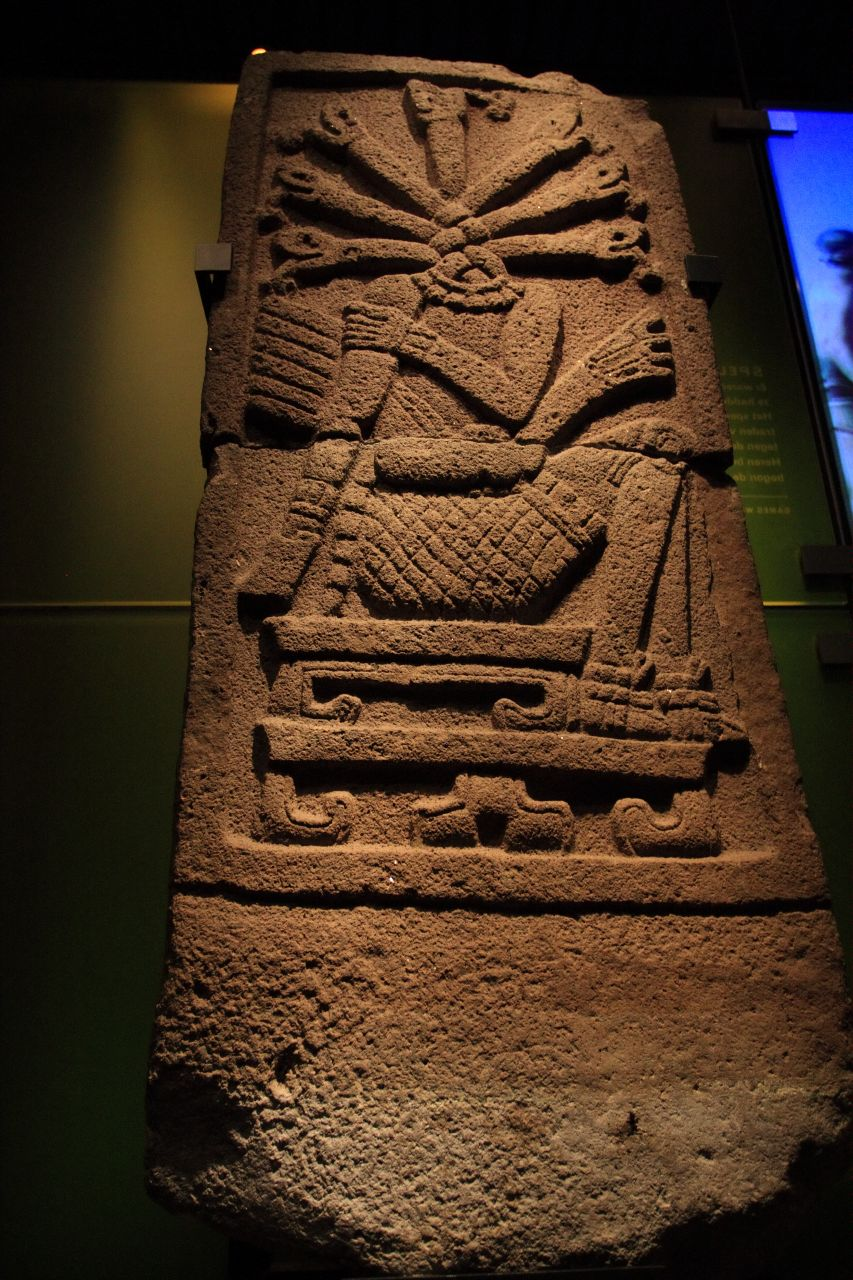
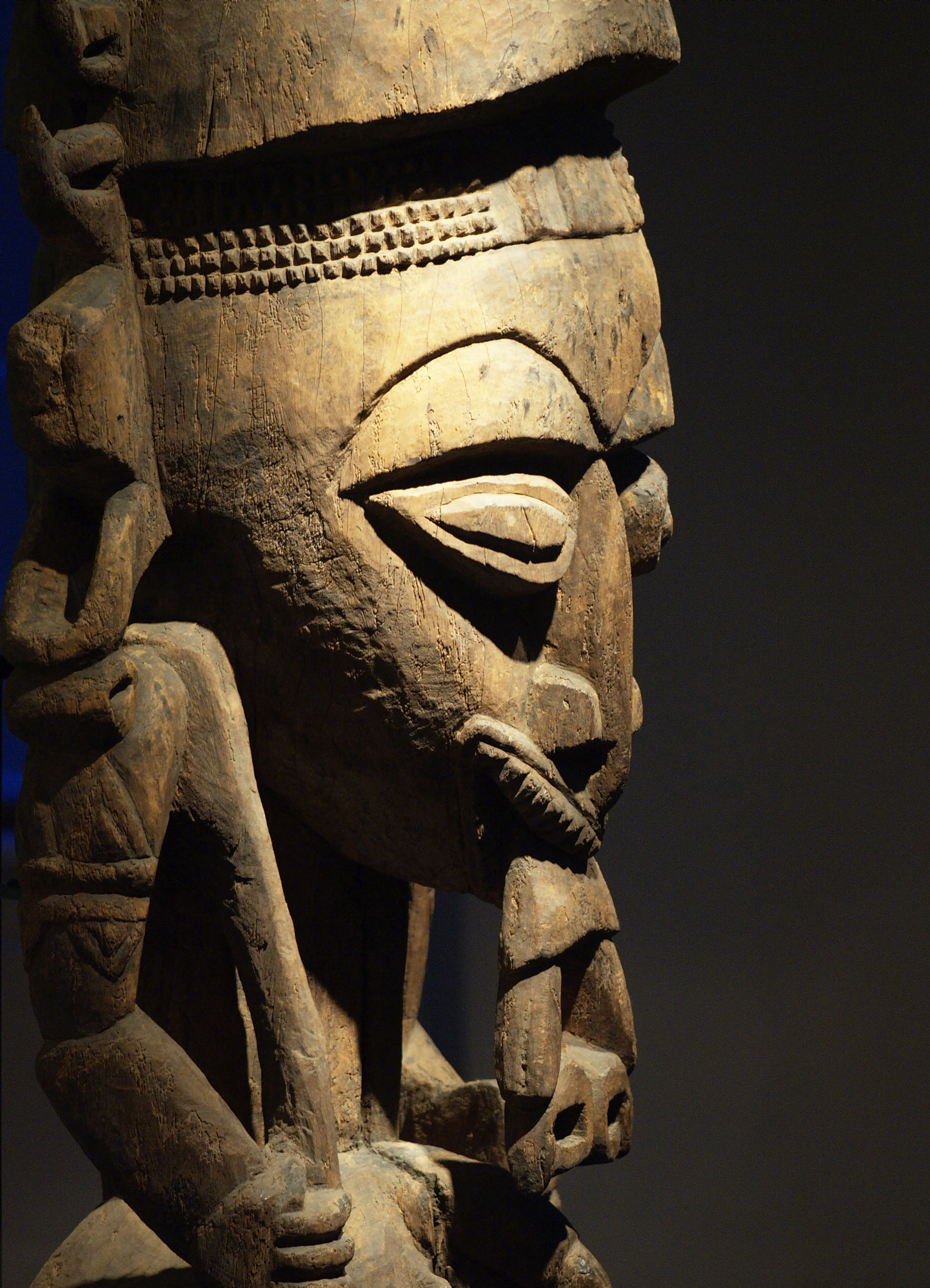